# Chevrolet
‌
Pour les articles homonymes, voir Chevrolet (homonymie).
 (janvier 2022).
Si vous disposez d'ouvrages ou d'articles de référence ou si vous connaissez des sites web de qualité traitant du thème abordé ici, merci de compléter l'article en donnant les références utiles à sa vérifiabilité et en les liant à la section « Notes et références ».
Chevrolet, surnommée « Chevy », est un constructeur automobile américain propriété du groupe General Motors (GM) depuis mai 1918. Avec 4,95 millions de véhicules vendus à travers le monde en 2012, Chevrolet occupa le quatrième rang mondial parmi les marques automobiles derrière Volkswagen, Ford et le japonais Toyota. Elle se retire du marché européen à la fin de l'année 2015 au profit d'Opel, une ancienne division du groupe General Motors rachetée en 2017 par le Groupe PSA.

## Les débuts de Chevrolet

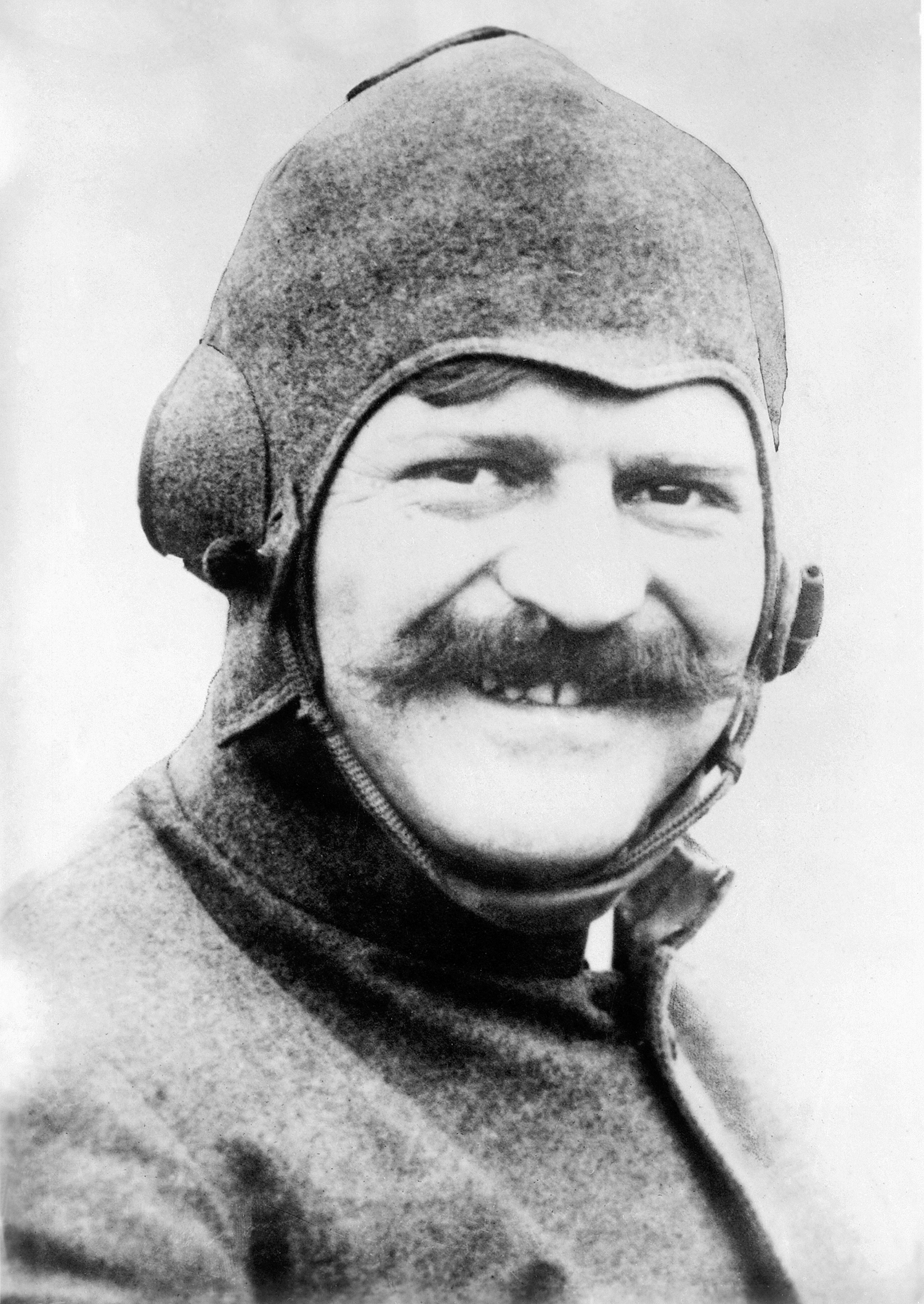
Louis Chevrolet en 1911.

### La création de Chevrolet
- Si vous ne connaissez pas le sujet, laissez ce bandeau (vous pouvez alors contacter les auteurs).
- Si vous supprimez le contenu mis en cause (vous pouvez préalablement contacter les auteurs),

argumentez précisément cette suppression dans la page de discussion
(un manque de référence n'est pas un argument ; une recherche réelle de référence doit avoir été effectuée, être formellement documentée).

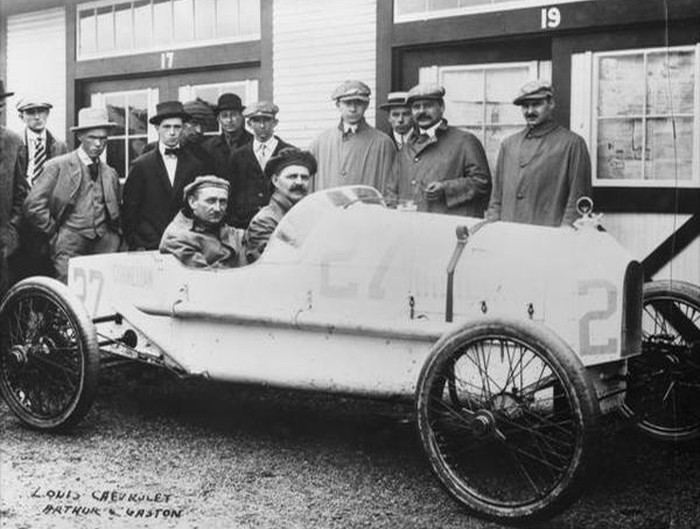
Les trois frères Chevrolet (à droite Arthur et Gaston, et Louis au volant) en 1915.

Le fondateur de la marque, Louis Chevrolet, était un champion de courses cyclistes et pilote de course automobile, né le 25 décembre 1878 à La Chaux-de-Fonds, dans le canton de Neuchâtel, en Suisse. Il fut le contremaître de Raoul Perpère, fondateur des voitures Perpère-Darracq qui devinrent Talbot par la suite. Raoul Perpère décida de financer et d'installer Louis Chevrolet au Canada afin de produire et de distribuer les voitures Perpère-Darracq sur le continent américain. Décision fut prise d'appeler cette production "Chevrolet" par la suite. L’autre fondateur, William C. Durant, avait fondé General Motors quelques années auparavant et racheta la participation de Raoul Perpère.
Louis Chevrolet avait obtenu beaucoup de succès en tant que pilote de courses aux États-Unis. Ses exploits l'avaient rendu célèbre, ce qui lui permit d’obtenir les fonds nécessaires afin de créer sa propre marque de voitures. Avant de créer sa marque, Louis Chevrolet, formé en qualité de contremaître chez le constructeur Raoul Perpère (voitures Perpère-Darracq) dans le sud-ouest de la France (Bayonne), avait été mécanicien et pilote pour Fiat et Buick à New York. C’est cependant un événement à la tête de General Motors qui fut à l'origine de la création. Le président et fondateur de GM, William Crapo Durant, avait été évincé de son siège à la suite de problèmes financiers tout en demeurant membre du conseil d’administration. Comme il connaissait Louis Chevrolet, l’ayant engagé pour sa division Buick, William C. Durant le contacta afin de l’aider à réaliser une voiture de tourisme, et surtout dans le but d’utiliser son nom qui était déjà réputé aux États-Unis. William C. Durant, brillant homme d’affaires, voulait prendre sa revanche contre General Motors.
William C. Durant et Louis Chevrolet s'installèrent donc dans un garage à Détroit (Michigan), et Chevrolet eut comme rôle de construire un prototype pour une voiture de tourisme qui porterait leurs noms. Louis Chevrolet reçut l’aide de l’ingénieur français Étienne Planche, de l’ingénieur américain John Trumbull et du carrossier Franck Monroe. Ils ont tout d’abord conçu deux moteurs, un moteur de quatre cylindres et un de six cylindres. William C. Durant avait alors choisi le six cylindres pour équiper ses nouvelles voitures.
Le 30 mai 1911, l’annonce était faite qu’une usine de la société Durant-Chevrolet allait être créée. Quelque temps plus tard, en novembre 1911, son nom changea pour Chevrolet Motor Company of Michigan, date à laquelle les quatre premiers prototypes furent présentés au public. La Chevrolet Classic Six 1911 fut le premier véhicule Chevrolet à être vendu. Il coûtait 2 150 $, soit beaucoup plus que la Ford T à 850 $.

### Louis Chevrolet quitte Chevrolet
William C. Durant contrôlait la compagnie Chevrolet. Louis Chevrolet et lui étaient souvent d’avis contraire sur plusieurs points. Par exemple, Louis Chevrolet fit un voyage en France en 1913, et William C. Durant profita de l’occasion pour transférer l’usine de Détroit à Flint, au Michigan. Le but de ce déménagement était de fusionner Chevrolet avec la compagnie Little (que William C. Durant avait aussi créée), que Louis Chevrolet détestait. La fusion fut faite et la compagnie devint Little-Chevrolet. Il y avait aussi des litiges sur la conception des nouveaux modèles. Il a aussi été dit que William C. Durant ne supportait pas la tenue négligée de Louis Chevrolet et le fait qu’il fumait la cigarette, alors que les gens de sa classe se devaient de fumer le cigare. Dès son retour de France en décembre 1913, Louis Chevrolet quitta l’entreprise qu’il avait aidé à fonder deux ans plus tôt, et comme le contrat qui avait été signé à la création de l’entreprise prévoyait que si Louis Chevrolet quittait, il devait laisser à Durant son nom et ses voitures, Louis Chevrolet partit les mains vides, ce qui le priva quelques années plus tard d’une incroyable fortune.

### Le rachat/fusion avec General Motors, grâce au succès de la 490
Louis Chevrolet parti, William C. Durant fusionne toutes ses firmes avec Little-Chevrolet et augmente son capital de trois millions de dollars. En 1915, la Chevrolet 490 (pour son prix, 490 dollars) concurrence la Ford T et multiplie ses ventes par neuf en deux ans, passant de 13 500 à 111 500 entre 1915 et 1917. Devenu un géant de l’automobile américaine, Chevrolet finance le gigantesque raid boursier sur General Motors. En avril 1916, l'usine de Flint (Michigan) est agrandie, pour un million de dollars. La capacité de production passe à 200 voitures par jour. La démolition de la vieille usine Buick et l'intégration du motoriste Mason permettent de moderniser le groupe.
En 1917, William C. Durant échange ses actions Chevrolet contre des actions General Motors et en mai 1918, Chevrolet devient une division de GM, en conservant une grande autonomie. La crise économique de 1920 minant l'action GM, William C. Durant est évincé définitivement de la présidence.

### Abandon du marché européen
En décembre 2013, General Motors annonce le retrait de Chevrolet du marché européen à la fin de l'année 2015 (à l'exception des Camaro et Corvette qui seront distribuées par le réseau Cadillac). La garantie des véhicules récents sera assurée par les concessionnaires Opel et la distribution des pièces détachées assurée pour au moins dix ans. À la suite de cette décision, le conseil national des professions automobiles intente un procès à l'encontre de General Motors pour non-respect des clauses d’un contrat devant le tribunal de commerce de Paris. Le tribunal a rendu sa décision en mars 2015 et condamne General Motors à verser huit millions d'euros aux 12 plaignants. General Motors a interjeté appel.

## Le logo de Chevrolet
La marque étant établie depuis longtemps, le logo Chevrolet est reconnu par tout le monde en Amérique du Nord. Le logo de Chevrolet, connu comme étant le « bowtie » (en français, « nœud papillon ») est apparu en 1913 sur les véhicules de la marque. Il y a plusieurs théories quant à son origine.
La théorie la plus populaire est que William C. Durant aurait visité un hôtel à Paris en 1908 et qu’il aurait vu une forme semblable au logo actuel sur du papier-peint. Il aurait alors déchiré une partie du papier-peint et l’aurait amené avec lui aux États-Unis, où il aurait dit à des amis que ça ferait une belle plaque pour mettre un nom de marque de voiture.
Une autre version, celle de la fille de William C. Durant, dit que Durant dessinait souvent des plaques pour ses voitures sur des bouts de papier pendant le souper. Ce serait entre la soupe et le poulet frit qu’il aurait dessiné le logo de Chevrolet.
Une autre version, cette fois-ci provenant de la femme de William C. Durant, dit que c’est lorsqu’ils étaient en vacances en Virginie que Durant aurait vu le logo dans un journal, et qu’il aurait dit à sa femme que ça ferait un bel emblème pour les voitures Chevrolet. Cependant, sa femme ne se souvenait pas comment était utilisé le logo dans le journal.
Une autre version également très probable, ce serait que le logo soit en fait une sorte de croix suisse puisque l'un des fondateurs (Louis Chevrolet) est d'origine suisse.
Finalement, une entreprise qui vendait des briquettes de charbon avait fait une publicité en 1911 où son logo ressemblait étrangement à celui de Chevrolet, mais avec le mot Coalettes écrit dans le nœud papillon. Il est possible que William C. Durant ait copié ce logo.

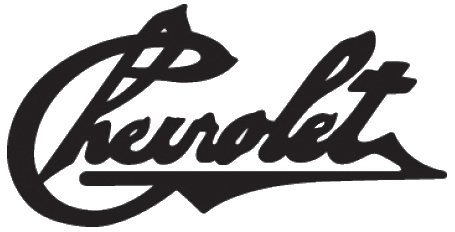
1911-1913
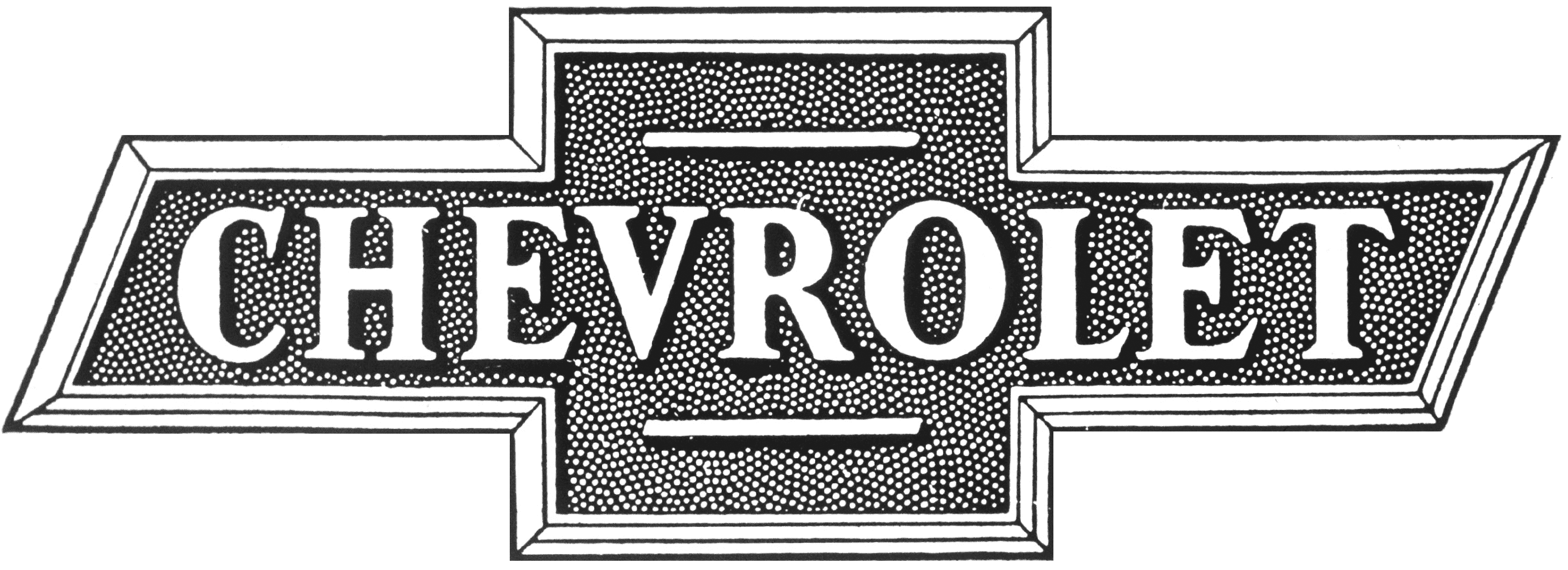
1913-1914
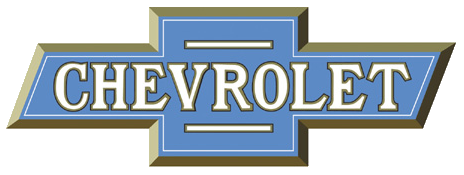
1914-1934
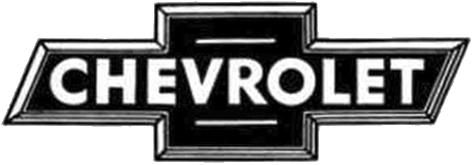
1934-1940
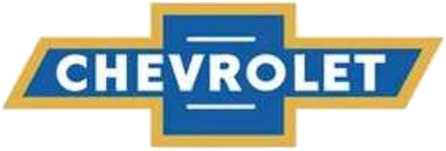
1940-1950
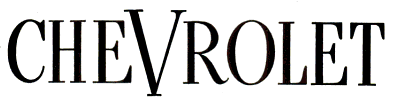
1943-1945
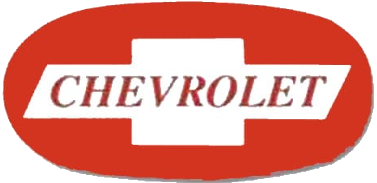
1950-1964
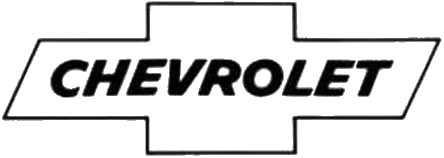
1964-1976
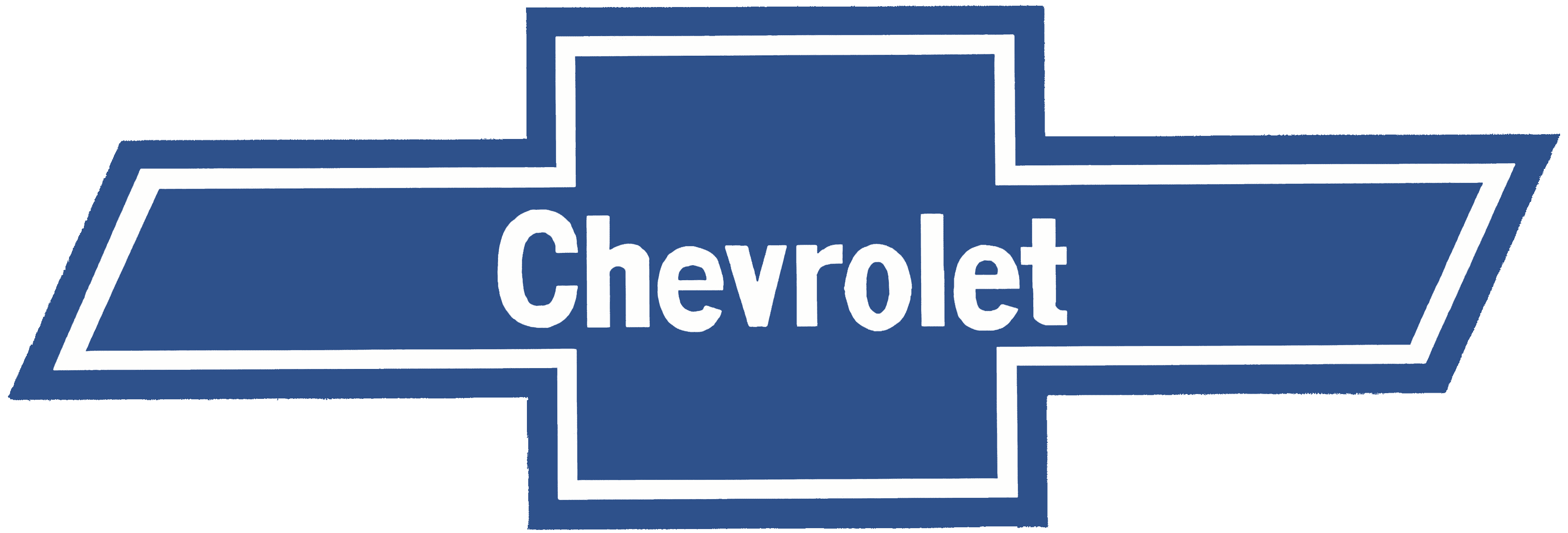
1976-1988
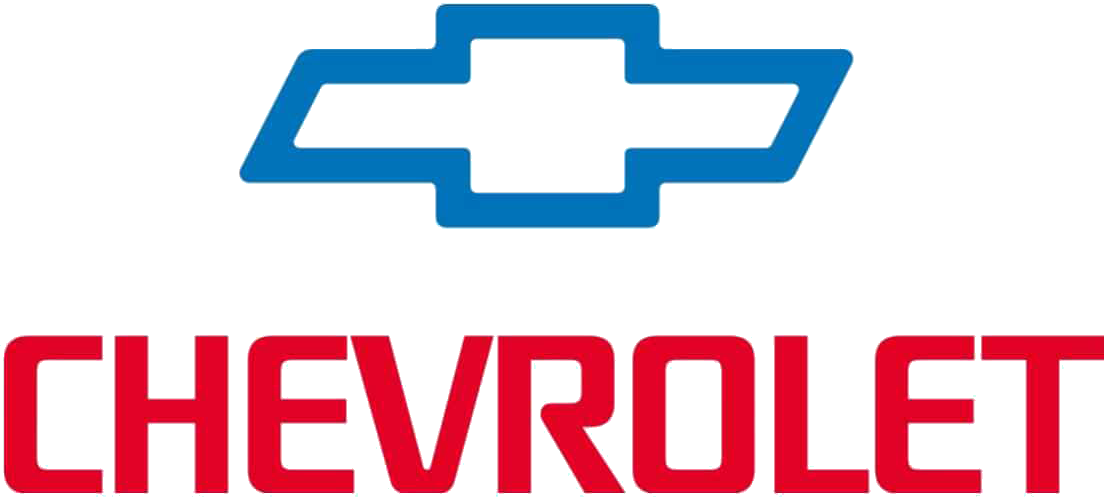
1988-2002
2002-2013
2013-2023
depuis 2023

## Les véhicules Chevrolet

### Les différentes marques et modèles
En 2005, Chevrolet était la marque de véhicules la plus vendue aux États-Unis et au Canada. Les véhicules Chevrolet sont disponibles dans la plupart des régions du monde et depuis 2005, avec l’acquisition de Daewoo par General Motors quelques années auparavant, Chevrolet est présent en Europe, puisque les véhicules GM Daewoo y sont maintenant vendus sous la marque Chevrolet. Des modèles conçus ou produits par GM Daewoo sont aussi vendus en Amérique du Nord sous la marque Chevrolet (actuellement la Chevrolet Spark et la Cruze, ou les Chevrolet Optra et Epica au Canada par le passé).
En dehors de l’Amérique du Nord, Chevrolet vend aussi des véhicules produits par des filiales de GM ou des partenaires commerciaux, comme les Opel, Holden, Subaru, Avto-Vaz (Lada), Daewoo, etc.
En 1989 aux États-Unis, General Motors décida de concurrencer les petits véhicules asiatiques en rebadgeant des modèles Suzuki, Isuzu et Opel sous les marques Geo et Asüna. Les Geo firent leur apparition au Canada en 1992. Les Asüna étaient vendus chez les concessionnaires Pontiac (qui vendaient aussi les Buick et GMC) alors que les Geo étaient vendus chez les concessionnaires Chevrolet (qui vendaient aussi les Oldsmobile). Le modèle le plus populaire fut la Geo Metro, une Suzuki Swift dans les faits, et le Geo Tracker, un Suzuki Sidekick (nommé aussi Escudo au Japon et Vitara en Europe). La marque ne connut pas le succès espéré et, en 1997, ce fut la fin pour Geo. Certains véhicules Geo sont devenus des Chevrolet (comme le Chevrolet Metro et le Chevrolet Tracker) mais aujourd’hui il n’en existe plus.
Aujourd’hui, la Suzuki Swift+ est une Chevrolet Aveo (nommée Kalos en Europe) rebadgée Suzuki.
Le constructeur automobile américain General Motors (GM) a décidé de mettre fin, le 5 décembre 2013, à la concurrence entre ses marques sur le marché européen, en retirant Chevrolet pour laisser le champ libre à sa filiale allemande Opel, à compter de début 2016.

### Les modèles les plus populaires
Chevrolet a vendu plusieurs modèles de véhicules, mais certains d’entre eux sont restés dans l’imaginaire des gens plus que d’autres. Le premier modèle véritablement populaire fut le Chevrolet 490. Les années passèrent et les gens eurent les moyens de se payer des voitures : les années 1950 virent l’apparition de la Bel-Air, de l’Impala, alors que la Malibu (Chevelle) est apparue dans les années 1960. À ces modèles s’ajoutent les Corvair, Chevelle, Nova. La Chevrolet Cavalier est mieux connue pour ses chiffres de ventes que pour le véhicule lui-même, mais tous la connaissent en Amérique du Nord.
Il y a les véhicules un peu plus « musclés », comme la Chevrolet Camaro, concurrente directe de la Ford Mustang, et la Chevrolet Corvette, la voiture de course nord-américaine.

### Les modèles actuels à travers le monde

#### Petits modèles
- Chevrolet Celta, ancienne Opel Corsa restylée et destinée à l'Amérique latine.
- Chevrolet Matiz, modèle coréen (vendu sous la marque Daewoo en Europe jusqu'en 2005), petite voiture à cinq portes appelée « Spark » sur certains marchés (Chine notamment). Non disponible en Amérique du Nord.
- Chevrolet Spark, remplaçante de la Matiz.
- Chevrolet Aveo, petite berline appelée Kalos en Europe jusqu'à la fin 2007. Existe en 3, 4 ou 5-portes. Dernière génération apparue mi-2011 en 4 ou 5-portes, également appelée Sonic en Amérique du Nord
- Chevrolet Agile, petite voiture tendance SUV destinée au marché sud-américain

#### Berlines compactes et moyennes
- Chevrolet Optra, berline compacte qui n'est plus vendue que dans les marchés émergents.
- Chevrolet Vectra, ancienne Opel Astra (génération 2004) restylée et diffusée en Amérique latine.
- Chevrolet Cruze, berline compacte disponible en 4 ou 5 portes, véhicule mondial de Chevrolet.
- Chevrolet HHR, semi-break d'apparence rétro, conçu en réponse au PT Cruiser de Chrysler. Vendu un court moment dans certains pays d'Europe.
- Chevrolet Volt, véhicule électrique à autonomie étendue pouvant être rechargé sur secteur.

#### Routières
- Chevrolet Malibu berline intermédiaire pour le marché nord-américain.
- Chevrolet Impala, grosse berline destinée au marché nord-américain. La version SS est actuellement le véhicule phare de Chevrolet en NASCAR.

#### Monospaces et assimilés
- Chevrolet Orlando monospace au physique de crossover lancé en 2011 en Europe.

#### Coupés, cabriolets, sportives
- Chevrolet Camaro, « pony car » en concurrence avec la Ford Mustang et la Dodge Challenger.
- Chevrolet Corvette, célèbre sportive, coupé ou cabriolet. 6e génération apparue en 2004.
- Chevrolet SS, Holden Commodore rebadgé équipée d'un moteur V8 6.2l pour le marché Nord-Américain

#### SUV, 4x4
- Chevrolet Captiva, SUV de taille moyenne, lancé en 2006 et fabriqué en Corée. Non diffusé aux États-Unis.
- Chevrolet Equinox, SUV compact destiné au marché américain.
- Chevrolet Traverse : lancé en 2008, ce crossover remplace le TrailBlazer et le monospace Uplander.
- Chevrolet Tahoe, gros SUV, version raccourcie du Chevrolet Suburban.
- Chevrolet Suburban, SUV « full size ».
- Chevrolet Niva, 4x4 réalisé à l'origine en partenariat avec le constructeur russe Lada.

#### Pick-up
- Chevrolet Colorado, pick-up de taille moyenne destiné au continent américain.
- Chevrolet Avalanche, SUV compact destiné au marché américain.
- Chevrolet Silverado, gros pick-up. Meilleure vente du groupe General Motors aux États-Unis.

#### Utilitaires et assimilés
- Chevrolet Express, camionnette utilitaire.

Note : à cette liste s’ajoutent des camions Isuzu rebadgés Chevrolet pour certains marchés.

### Liste de modèles Chevrolet
- Chevrolet 490
- Chevrolet 150
- Chevrolet 210
- Chevrolet Alero
- Chevrolet Astra
- Chevrolet Astro (1985-2006)
- Chevrolet Avalanche
- Chevrolet Aveo
- Chevrolet Beauville
- Chevrolet Bel Air (1950-1976)
- Chevrolet Beretta (1987-1996)
- Chevrolet Biscayne (1958-1972)
- Chevrolet Blazer
- Chevrolet Brookwood
- Chevrolet Celta
- Chevrolet Camaro (1967-2002, depuis 2009)
- Chevrolet Caprice (1965-1996)
- Chevrolet Captiva
- Chevrolet Cavalier (1982-2005)
- Chevrolet Celta
- Chevrolet Celebrity
- Chevrolet Chevelle (1964-1977)
- Chevrolet Celebrity (1976-1987)
- Chevrolet Chevy C2 (voir ancienne Corsa)
- Chevrolet Citation
- Chevrolet Classic Six (1912-1914)
- Chevrolet Cobalt (2005-2010)
- Chevrolet Colorado (depuis 2004)
- Chevrolet Corsa
- Chevrolet Corsica
- Chevrolet Corvair (1960-1969)
- Chevrolet Corvette (depuis 1953)
- Chevrolet Cruze
- Chevrolet Delray (1954-1958)
- Chevrolet El Camino
- Chevrolet Epica
- Chevrolet Equinox (nouveau modèle pour 2005)
- Chevrolet Evanda (voir Epica)
- Chevrolet Express
- Chevrolet Fleetline
- Chevrolet Fleetmaster
- Chevrolet Forester
- Chevrolet G10
- Chevrolet G20
- Chevrolet G30
- Chevrolet G506
- Chevrolet Impala (1958-1985, 1994-1996, depuis 2000)
- Chevrolet Ipanema (pt)
- Chevrolet Kalos (voir Aveo)
- Chevrolet Lacetti (voir Optra5)
- Chevrolet Lova
- Chevrolet Lumina
- Chevrolet Lumina APV
- Chevrolet Malibu
- Chevrolet Meriva
- Chevrolet Matiz
- Chevrolet Metro
- Chevrolet Montana
- Chevrolet Monte Carlo
- Chevrolet Monza (1975-1980)
- Chevrolet Nomad
- Chevrolet Niva (2002-)
- Chevrolet Nova
- Chevrolet Nubira (voir Optra)
- Chevrolet Orlando
- Chevrolet Opala
- Chevrolet Optra (nom canadien de la Nubira en Europe)
- Chevrolet Prisma
- Chevrolet Prizm
- Chevrolet Rezzo
- Chevrolet Sail
- Chevrolet Sequel
- Chevrolet Silverado
- Chevrolet Spark
- Chevrolet Sportvan
- Chevrolet Sprint
- Chevrolet SS
- Chevrolet SSR (2004-2008)
- Chevrolet Styleline
- Chevrolet Suburban (depuis 1936)
- Chevrolet S-10 / S-15 (1982-2004)
- Chevrolet Tacuma
- Chevrolet Celta
- Chevrolet Tahoe
- Chevrolet TrailBlazer, 4x4 de la catégorie supérieure à celle de l'Equinox, vendu jusqu'en 2006 en Europe. (2001-2009).
- Chevrolet Tracker
- Chevrolet Trans Sport
- Chevrolet Uplander (2005-2009).
- Chevrolet Vectra
- Chevrolet Vega (1971-1977)
- Chevrolet Tavera. (1998-2017)).
- Chevrolet Viva (2004- )
- Chevrolet Zafira (voir Opel Zafira)

### Concept cars et prototypes
- Chevrolet Astrovette (1968)
- Chevrolet Aerovette (1969)
- Chevrolet Express (1987)
- Chevrolet Triax (2000)
- Chevrolet Trax (2007)
- Chevrolet Equinox EV (2022)[6]
- Chevrolet Silverado EV (2022)[6]

## Compétition
Chevrolet est engagé dans le Championnat du monde des voitures de tourisme (WTCC) avec l'écurie britannique Ray Mallock Ltd., dans les championnats NASCAR, ainsi que dans diverses compétitions d'endurance (24 Heures du Mans, ALMS...) avec le Corvette Racing.